# Bucht von Bombetoka
Die Bucht von Bombetoka (Malagasy Helodranon’ i Bombetoka, französisch Baie de Bombetoka) ist eine Bucht an der Nordwestküste Madagaskars, wo der Betsiboka in die Straße von Mosambik mündet, nahe der Stadt Mahajanga. Durch die große Menge von Sedimenten, die der Betsiboka führt, entstanden zahlreiche Inseln und Sandbänke im Ästuar, die von der Strömung des Flusses und den Gezeiten geformt wurden.

## Flora und Fauna
Entlang der Küste und auf den Inseln besteht die Vegetation überwiegend aus Mangrovenwäldern. Die Bucht von Bombetoka beherbergt eine der größten verbliebenen Ansammlungen von Mangroven in Madagaskar, die Schutz für verschiedene Weich- und Krebstierpopulationen sowie Lebensraum für Meeresschildkröten, Vögel und Dugongs bieten. Entlang der Nordwestküste von Madagaskar bilden Mangroven und Korallenriffe zusammen dynamische und vielfältige Küstenökosysteme. Die Mangrovenwälder fangen Flusssedimente auf, die sonst die Riffe ersticken würden, während Korallenriffe die Mangroven vor der Brandung schützen.

## Wirtschaft
Nahe dem Wasser sind Garnelenzucht und Reisanbau üblich, während es in der Umgebung viele Kaffeeplantagen gibt.

## Umweltentwicklung in jüngerer Zeit
In den letzten dreißig Jahren hat sich die Sedimentation in der Bucht erheblich verändert. Die Menge an Sedimenten, die vom Betsiboka mitgeschwemmt und in der Mündung abgelagert werden, hat dramatisch zugenommen. Diese Veränderung wirkte sich nachteilig auf Landwirtschaft, Fischerei und Schifffahrt in einem von Madagaskars größten Häfen aus.